# Thapsia scabra
Thapsia scabra är en växtart i släktet Thapsia och familjen flockblommiga växter.
Arten är en perenn ört som förekommer i södra och östra Spanien. Den beskrevs först som Laserpitium scabrum av Antonio José Cavanilles 1793, och fick sitt nu gällande namn av Simonsen, Rønsted, Weitzel & Spalik 2014.